# MRT Sobraniski Kanal
MRT Sobraniski Kanal es un canal de televisión público de Macedonia del Norte perteneciente a MRT. Emite sesiones parlamentarias.

## Historia
El canal inició emisiones como Televizija Skopje 3 el 7 de enero de 1991, emitiendo cinco días a la semana durante cuatro horas, siendo un canal alternativo con programación cultural. Al poco tiempo el canal pasó a llamarse MTV 3.
Inicialmente el canal solo se sintonizaba en Skopje, aunque gracias a la inversión en repetidores e infraestructura, el canal pudo alcanzar, al poco tiempo, todo el territorio macedonio.
En 2005 MTV 3 adoptó una nueva imagen corporativa y cambió su nombre a Sobraniski Kanal. Desde entonces, el canal emite las sesiones del Parlamento de Macedonia del Norte. 
En 2012 Sobraniski Kanal adoptó su actual imagen corporativa y denominación. 
Emite durante 12 horas al día, desde las 10:00 hasta las 22:00 horas. 

## Imagen corporativa

1991 - 2005
Desde 2012